# Eurypteryx geoffreyi
Eurypteryx geoffreyi är en fjärilsart som beskrevs av Jean-Marie Cadiou och Ian Kitching 1990. Eurypteryx geoffreyi ingår i släktet Eurypteryx och familjen svärmare. Inga underarter finns listade i Catalogue of Life.